# Pterolophia tuberculatrix
Pterolophia tuberculatrix là một loài bọ cánh cứng trong họ Cerambycidae.